# Смиттен-Даунс, Молли
Молли Смиттен-Даунс (англ. Molly Smitten-Downes; род. 2 апреля 1987 года в Лестершире, Великобритания) — британская певица, которая представляла Великобританию на конкурсе песни «Евровидение 2014» с песней «Children of the Universe». В финале заняла 17-e место.